# Сиафа, Оскар
Хуан Хосе Оскар Сиафа Этоха (род. 12 сентября 1997, Мадрид, Испания) — испанский и экваториалогвинейский футболист, выступающий на позиции нападающего. Выступает за греческий Олимпиакос.

## Биография
Родился 12 сентября 1997 года в Мадриде в семье экваториалогвинейских буби. Воспитанник испанской Фуэнлабрады. Также представлял молодёжный клуб КД Мостолес за который потом дебютировал на взрослом уровне. Отыграв 28 матчей за Мостолес перешёл в Эльче Илиситано за который отыграл сезон 2018/2019 выйдя на поле 12 раз не отметившись голами. В 2019 году трижды менял клуб на Эльденсе, Картахену и второй состав Картахены соответственно. После перешёл в команду пятого по значимости дивизиона Испании Альсиру за которую сыграл 9 матчей отметившись двумя голами. После этого перешёл в Ларедо за который отыграл сезон 2020/2021 отыграв в нём 25 матчей при четырёх голах. В настоящее время выступает за греческий Олимпиакос подписав контракт до 30 июня 2022 года.

## Карьера в сборной
За сборную дебютировал 7 сентября 2021 года в победном матче против Мавритании в рамках второго раунда квалификации на Чемпионат мира в Катаре. Девять раз был в заявочных составах матча выходя при этом на поле 7 раз.